# Crotalaria kambolensis
Crotalaria kambolensis är en ärtväxtart som beskrevs av Baker f.. Crotalaria kambolensis ingår i släktet sunnhampor, och familjen ärtväxter. Inga underarter finns listade i Catalogue of Life.